# Baros (Kaafu-atol)
Baros is een van de onbewoonde eilanden van het Kaafu-atol behorende tot de Maldiven.